# Luis Augusto Cuervo
Luis Augusto Cuervo Pérez (Cúcuta, 14 de febrero de 1893-1954) fue un abogado, académico, escritor, historiador y político colombiano, miembro del Partido Conservador Colombiano.
Cuervo ocupó varios cargos públicos a nombre del conservatismo, partido al que pertenecía su familia, entre ellos concejal y alcalde de Bogotá, gobernador de Norte de Santander, representante a la cámara y diputado en Cundinamarca y Santander. También ejerció como diplomático en Haití, República Dominicana y Bolivia.